# سك العملات المعدنية في كاليس

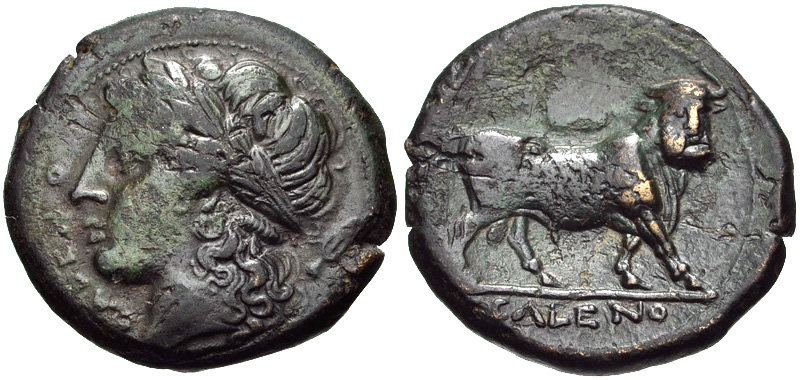
رأس أبولو الحائز على جائزة نوبل على اليسار؛ رأس الحربة خلفه. ثور برأس رجل يتحرك إلى اليمين؛ قيثارة في الأعلى.

تتعلق سك العملات في كاليس بالعملات المعدنية التي سُكّت في كاليس، وهي مدينة في كمبانية، المركز الحضري الأكثر أهمية للسكان الإيطاليين القدماء في أوسونيس. كانت كاليس تقع على طريق لاتينا، في منتصف الطريق بين جبال سامنيوم وسهول كمبانية فيليكس، على بعد بضعة كيلومترات شمال كاسيلينوم (قبوة الحالية) وجنوب تيانو سيديسينوم مباشرةً.
الموقع الأثري في بلدية كالفي ريزورتا، على مسافة قصيرة من المدينة.
سكّت المدينة عملاتٍ معدنيةً في الفترة ما بين عام 268 قبل الميلاد والحرب البونيقية الثانية. وتندرج عملات كاليس ضمن العملات التي أصدرتها المستعمرات وحلفاء روما، في منطقة كامبانيا القديمة. بعد الحرب البونيقية الثانية، توقفت كاليس، مثل معظم المدن في إيطاليا الرومانية، عن سك عملاتها المعدنية الخاصة، واستخدمت عملاتٍ رومانيةً تتمحور حول الدينار.
تقليديًا، يعامل علماء العملات العملات الكالينية على أنها عملات يونانية.

## الفهرسة
لم يُنشر أي نص مُخصص بشكل خاص لعملات كاليس. النص الأكثر شمولاً هو الذي نشره آرثر سامبون، وهو باحث فرنسي، بعنوان "العملات العتيقة لإيطاليا"، ونُشر في باريس عام 1903. يتناول الكتاب، على الرغم من عنوانه، جزءًا فقط من إيطاليا القديمة، وتحديدًا وسط إيطاليا وكمبانية. العملات المعدنية الخاصة بكاليس مُرقمة من عام 885 إلى عام 973، ومقسمة إلى عملات فضية (885-915) وعملات برونزية. تُقسّم هذه بدورها إلى ثلاث مجموعات: تلك التي تحمل رأس بالاس وديكًا (916-918)، وتلك التي تحمل رأس أبولو وثورًا برأس إنسان، أي ثور بوجه إنسان، تعلوه قيثارة (919-953) أو نجمة (954-967)، أو بلا شيء (968)، وتلك التي يُصوَّر فوقها نصر مجنح يُتوّجه (969-973). وهكذا، نجد في الفهارس إشارة من نوع "سامبون" متبوعةً برقمها.
يوجد تحليل أقل شمولاً ولكنه كافٍ في كتاب "تاريخ الأرقام - إيطاليا"، وهو نص نُشر في بريطانيا العظمى عام 2001 من قِبل مجموعة من علماء العملات بتنسيق من كيث ن. روتر. يتناول هذا النص الأنواع الرئيسية فقط. تتضمن الكتالوجات مرجعًا للنوع "HN" أو "HN Italy" متبوعًا بالرقم: 434 للديدراشم الفضي مع أثينا على الوجه والنصر على بيجا على الوجه الآخر، و435 لمينيرفا والديك، و436 لأبولو والثور.
من مصادر الفهرسة الأخرى دليل سيلوج نوموروم غرايكوروم. عمومًا، تُستخدم أحدث المصادر أو الأكثر توفرًا، مثل دليل الجمعية الأمريكية لعلم العملات، وكوبنهاغن، وفرنسا. أما بالنسبة للقطع البرونزية، فيُستخدم أيضًا دليل سيلوج من مجموعة موركوم، وهي مجموعة برونزية بريطانية من الغرب اليوناني. تحتوي الكتالوجات على تسمية سيلوج مختصرة، مثل "ANS" أو "Cop" أو "France" أو "Morcom"، متبوعًا برقم العملة الموضحة.

## السياق التاريخي
وفقًا لليفيوس، جرى غزو المدينة من قبل الرومان في عام 335 قبل الميلاد، وفي العام التالي أصبحت مستعمرة بموجب القانون اللاتيني، أي مستعمرة ذات استقلال إداري، وهي الأولى في المنطقة. دخلت المدن الأخرى في المنطقة إلى المدار الروماني، إما كمستعمرات أو كجمعيات، في الفترة التالية.
في عام 209 قبل الميلاد، أثناء الحرب البونيقية الثانية، أرسلت اثنتا عشرة مستعمرة، بما في ذلك كاليس، مبعوثين إلى روما، حيث رفضوا تقديم المساعدة التي طُلبت منهم بموجب صيغة togatorum. ومع انتهاء الحرب، قلصت روما بشكل كبير الحكم الذاتي الممنوح سابقًا. ومن بين الاستقلالات المفقودة كان حق سك العملة.

## السياق النقدي
وفي الفترة ما بين الحربين البونيقيتين الأولى والثانية، ظهرت عملات معدنية جديدة ذات خصائص مماثلة في مجموعة من المدن المرتبطة بروما.
هذه هي العملات البرونزية التي تتميز بنوعين:
- يظهر أحد النوعين على الوجه الأمامي رأس أبولو متجهًا إلى اليسار وعلى الوجه الخلفي ثور برأس رجل يعبر إلى اليمين، وهو مطابق للنوع المستخدم في سك النقود في نابولي في نفس الفترة؛
- العملة الأخرى تحمل رأس مينيرفا مع خوذة كورنثية على الوجه، وديك واقف على الوجه الآخر. تشبه هذه العملات في أسلوبها العملات الرومانية من نفس الفترة.

بعض هذه المدن كانت تسك عملات تحمل صورة أبولو حصريًا، وبعضها الآخر كانت تسك عملات تحمل صورة مينيرفا فقط، وبعضها الآخر كانت تسك كليهما.
بالإضافة إلى الأنواع المذكورة، سكّت بعض المدن أيضًا ديدراخمات من القدم الكامبانية، بالإضافة إلى عملات برونزية أخرى بأنواع مختلفة. تقع جميع هذه المدن في لاتيوم أديكتوم، وكمبانيا، وحوض فولتورنو.
| سك النقود                             | أبولو          | مينيرفا       | ديدراشم       | برونزيات أخرى       |
| ------------------------------------- | -------------- | ------------- | ------------- | ------------------- |
| أيسيرنيا                              | × (ص 175-182)  |               |               | × (ص 183 / 184-189) |
| أكوينوم                               |                | × (ص 166-170) |               |                     |
| كاياتيا                               |                | × (ص 974-976) |               |                     |
| كاليس                                 | × (ص 919-967)  | × (ص 916-918) | × (ص 885-915) |                     |
| كومبولتيريا                           | × (ص 1066-73)  |               |               |                     |
| سويسا                                 | × (ص 877-884)  | × (ص 873)     | × (ص 852-869) | × (ص 870-872)       |
| تينوم سيديسينوم                       | × (ص 989-1002) | × (ص 1004)    | × (ص 977-988) | × (ص 1003)          |
| تيليسيا                               |                | × (ص 174)     |               |                     |
| الفهرسة وفقًا لسامبون، 1903، بين قوسين |                |               |               |                     |

لا تشترك المدن في الأنواع فحسب، بل تشترك أيضًا في العملات المعدنية وبعض العلامات المميزة، مثل الاختصار المتكرر ΙΣ. كما تتداخل الرموز المستخدمة لتمييز الإصدارات الفردية، على الأقل بالنسبة للمدن، مع وجود عدد أكبر من الإصدارات. كما تتداخل الرموز المستخدمة بشكل كبير مع تلك الموجودة على العملات المعدنية المعاصرة لنابوليس وروما.
وقد أدت هذه المصادفات، والتواجد المتزامن للعملات المعدنية من هذه المدن، في الكنوز التي وصلت إلينا، إلى جانب تلك الموجودة في نيابوليس وروما، والتوافقات الأسلوبية وأكثر من ذلك، إلى دفع العلماء إلى التكهن بوجود شكل من أشكال التداول المشترك ووجود سلطة مشتركة للسيطرة على العملات المعدنية.

## العملات المعدنية

### سك العملات المعدنية
في الماضي، نُسبت إلى كاليس سلسلة من العملات المعدنية المصبوبة، والتي تحمل صورة كانثاروس على ظهرها. ووفقًا لباركلي فينسنت هيد، الذي استشهد بإرنست هايبرلين، فإن النوع الموجود على ظهر العملة، وهو كانثاروس، كان سيشير إلى النشاطين الرئيسيين للمدينة: إنتاج نبيذ كالينيان وصناعة الفخار. يحدد هيد الكانثاروس في هذا السياق مع كاليكس ("كأس" باللاتينية) ويلاحظ التشابه بين كلمة كاليكس واسم المدينة. لا يذكر سامبون هذه السلسلة. تجاهل المؤلفون الأحدث هذه الفرضية أو رفضوها على وجه التحديد.
صنفت هذه السلسلة باسم Thurlow - Vecchi 254-260.

### الفضة

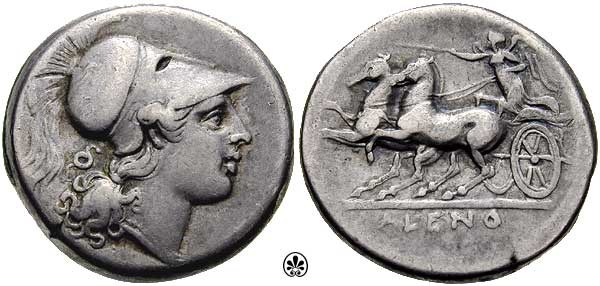
أثينا: على الخوذة جناح، وثعبان خلف الرأس على اليسار. اليد اليمنى في الأعلى مع السوط، واليد اليسرى في الأسفل مع اللجام

سكّت المدينة ستاتيرات (أو ديدراخمات) من القدم الكامبانية أو الفوكيانية. يزن ستاتير الكامبانية 7.5 غرامات، ويُقسّم إلى دراخمتين. استُخدمت القدم المُعتمدة في الأصل من قِبَل المستعمرات التي أسسها الفوكيون، مثل ماساليا وإيليا. ثم اعتمدتها نيابوليس، ثم مدن أخرى في المنطقة.
يُظهر وجه عملة كاليس ديدراخما رأس أثينا المرصع بالجواهر، مع خوذة كورنثية مزينة بالريش. قد توجد رموز متنوعة: على الخوذة، وخلف الرأس. أحيانًا، توجد أحرف يونانية أسفل الرقبة. يُستخدم الخط الذي يحمل رأس أثينا على نطاق واسع في سك العملات اليونانية، كما هو الحال في عملات أثينا وقورنثوس.
يصوّر الوجه الآخر نايكه وهي تقود عربة، ممسكةً بسوط في يدها اليمنى ولجامًا في يسراها. في الجزء الخلفي من العملة، يظهر اسم الشيطان "كالينو" بالأبجدية اللاتينية.
يقوم سامبون بفهرسة العملات الفضية بالأرقام من 885 إلى 915. تحدد المتغيرات الرئيسية حسب موقع الإلهة والعربة:
اتجهت أثينا إلى اليسار - العربة اليسرى (سامبون 885 - 887؛ 889 - 893)
اتجهت أثينا إلى اليمين - العربة اليمنى (سامبون 888)
اتجهت أثينا إلى اليمين - العربة اليسرى (سامبون 894 - 915)
الاختلافات الأخرى الموجودة على الجانب الخلفي هي موضع أيدي نايكه، الجانب الأيمن لأعلى والجانب الأيسر لأسفل أو العكس.
الأشكال المتنوعة على الوجه أكثر عددًا، وقد تختلف في الرمز خلف رأس أثينا (جناح، قوس، إلخ)، وزخرفة الخوذة (ثعبان، قرن الوفرة، نجمة خماسية)، والحرف أسفل الرقبة (Γ، Ω، Θ، إلخ). في المجمل، صنّف سامبون واحدًا وثلاثين شكلًا مختلفًا. وفُهرست أشكال أخرى لاحقًا، نتيجةً للاكتشافات والكتالوجات المنشورة لاحقًا، لكنها لم تُغيّر الصورة العامة بشكل جوهري. أسلوبها هو أسلوب عملات نيابوليس القديمة.

#### الدراخما

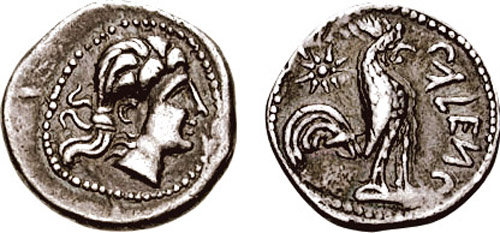
أبولو، بشعر طويل مربوط بشريط. CALENC، الديك الواقف على اليمين، النجمة في الخلف.

هناك أيضًا دراخما تُنسب إلى كاليس. يصف سامبون (دون فهرس)، في الجزء المخصص لمدينة كاليس، بعد الستاتير، دراخما عُثر عليها في مجموعة فيينا: رأس ذكر (يُوصف بشكل مشكوك فيه بأنه أبولو) على الوجه الأيمن، وديك على الوجه الآخر، خلف نجمة ثمانية الأشعة.
عُرضت عملات معدنية مماثلة في كتالوجات نُشرت لاحقًا. إحداها موجودة في متحف فيتزويليام، وهي جزء من مجموعة ماك كلين، ووُصفت بأنها تخص كاليس. وتوجد ثلاث عملات أخرى في مجموعة بودابست. وبينما وُصفت الأولى بأنها تخص كاليس، فإن العملتين الأخريين، اللتين كانتا أخف وزنًا بكثير وذات سمات أسلوبية أضعف، اعتبرهما أمين المتحف عملات سلتية مقلدة.

### البرونز
سُكّت مجموعتان رئيسيتان من العملات البرونزية في كاليس: مجموعة تحمل صورة مينيرفا/غالوس، ومجموعة تحمل صورة أبولو/ثور برأس إنسان. للعملات من نوع أبولو عدة أشكال رئيسية. في كلتا الحالتين، تُعتبر عملات ائتمانية، أي عملات لا تُحدد قيمتها بمحتواها المعدني.
توجد هذه العملات المعدنية، بالإضافة إلى عملات أخرى، في الكنز الذي عثر عليه في Pietrabbondante (Bovianum Vetus) والذي وصفه Gabrici. إدرج الاكتشاف باسم IGCH (جرد كنوز العملات اليونانية) 1986، وNoe 816، وCrawford RRCH 24.
تتضمن قائمة العملات المعدنية عملات برونزية من بعض المدن المذكورة سابقًا:
- روما 2 لترات (من نوع أبولو/الأسد والاسم الشيطاني ROMANO )
- إيسيرنيا 13
- أكوينوم 1
- كالز 25
- نيابوليس 126
- نولا 3
- سويسا 16
- تينوم سيديسينوم 1.

إن النتيجة مهمة لنقطتين:
1. سكت بعض العملات المعدنية من نيابوليس على عملات معدنية من كاليس (من نوع أبولو/الثور) وعلى عملات معدنية من إيسيرنيا؛
2. تبدو العملات المعدنية من نوع مينيرفا/جالوس أكثر تآكلًا من عملات أبولو/الثور، والتي هي أحدث.

في النصف الثاني من شهر نوفمبر الماضي، بيع كنزٌ من العملات المعدنية، عُثر عليه في مقاطعة كامبوباسو، في موقع بوفيانوم فيتوس القديمة، المعروفة حاليًا باسم بييترابوندانتي، إلى المتحف الوطني في نابولي. يحتوي الكنز على سبع عشرة قطعة من أحجار الآس المقدّسة ومائتين وست وخمسين عملة برونزية، من مدن مختلفة في كامبانيا، وخاصةً من نيابوليس.
في رأيي، فإن أهمية هذا المستودع عظيمة إلى درجة أنني أرى من الضروري إعداد تقرير موسع يغطي تلك النقاط في التاريخ النقدي والسياسي لكامبانيا.
— إيتوري غابريسي <اسم المرجع= غابريسي/>
ثلاث من عملات كاليس هي من نوع مينيرفا/جالوس والعملات الأخرى من أنواع أبولو/الثور برأس رجل.

#### مينيرفا
إن أقدم تاريخ لإخفاء هذا الكنز تقدمه لنا عملات إيسيرنيا، والتي لا يمكن أن تكون أقدم من 263 قبل الميلاد، عام "خصم" مستعمرة لاتينية في تلك المدينة.
— إيتوري غابريسي <اسم المرجع= غابريسي/>
مجموعة العملات التي تحمل صورة مينيرفا والديك هي إحدى مجموعتين من عملات كاليس البرونزية. حدد أ. سامبون ثلاث سلاسل تحمل صورة "بالاس" (أثينا بالفرنسية) على الوجه وديكًا على الوجه الآخر؛ وهذه السلاسل هي تلك المرقمة 916 و917 و918.
رأس الإلهة، الموضح على الوجه، مقلوب إلى اليسار ويرتدي خوذة كورنثية ذات ريشة طويلة. يكتمل هذا الجانب من العملة بدائرة من النقاط. تُلبس الخوذة على مؤخرة العنق تاركة الوجه مكشوفًا. النوع الموضح على الوجه مشابه لنوع كوينكونكس لارينو ولوسيريا وعملات أخرى بما في ذلك الليترا الرومانية. المتغيرات من عملات كالينيان لهذه المجموعة، فيما يتعلق بالوجه، هي تلك التي تحدد من خلال موضع الرأس (يمين أو يسار) ووجود أو عدم وجود اسم الشيطان.
يظهر على الوجه الآخر، كما هو واضح، ديكٌ واقفٌ متجهًا إلى اليمين. أمام الديك نقشٌ يحمل اسمَ الشيطان. خلفه نجمةٌ ثمانيةُ أشعة. يتعلق هذا النوع بنوعٍ يحمل اسمَ الشيطان على الوجه، وعلى الوجه الآخر، أمام الديك، في الأعلى، هلالٌ، وفي الأسفل حرفُ A.
وتظهر صورة المتغيرات، وفقًا لسامبون، في الجدول.
| سامبون | وجه العملة                      | العكس                         |
| ------ | ------------------------------- | ----------------------------- |
| 916    | مينيرفا على اليسار              | ديك - نجم. أمام كالينو        |
| 917    | مينيرفا على اليسار. أمام كالينو | الديك - نجمة. أمام الهلال و A |
| 918    | مينيرفا على اليمين              | ديك - نجم. أمام كالينو        |

والنوع الذي يحمل صورة مينيرفا والديك، كما رأينا بالفعل، موجود أيضًا في مدن أخرى في المنطقة.

#### أبولو
المجموعة الأخرى من العملات البرونزية تحمل على وجهها رأس أبولو، محاطًا بإكليل غار، متجهًا في الغالب نحو اليسار، وعلى ظهرها ثور برأس إنسان، أي ثور بوجه إنسان. يمثل هذا المخلوق الإله أخيلوس، أو بشكل أعم إله النهر. تُظهر عملات نيابوليس القديمة من نفس النوع، حيث يظهر أبولو على الوجه والثور على ظهره. في عملات نيابوليس، يتوج نايكي الثور. من الواضح أن عملات كاليس من نوع أبولو/الثور متأثرة بعملات نيابوليس.
في هذه المجموعة، يُميّز سامبون، بناءً على الوجه الخلفي، أربع مجموعات فرعية. جميعها تحمل رأس أبولو على الوجه الأمامي. وتُحدّد الاختلافات من خلال العنصر المصوّر فوق الثور برأس رجل. تحتوي جميع المجموعات الفرعية تقريبًا على أشكال متعددة.
| سامبون  | وجه العملة | العكس                                |
| ------- | ---------- | ------------------------------------ |
| 919-953 | أبولو      | الثور / القيثارة                     |
| 954-967 | أبولو      | الثور/النجمة (مع 6 أو 8 أو 16 شعاعًا) |
| 968     | أبولو      | ثور                                  |
| 969-973 | أبولو      | الثور / نايكي                        |

النوع المُصنّف باسم سامبون 968 موجود فقط في مجموعة باريس: لا يوجد أي رمز فوق الثور. أما النوع الذي يحمل صورة أبولو/الثور، كما رأينا سابقًا، فيوجد أيضًا في مدن أخرى بالمنطقة.

##### ثور/قيثارة
يُصوِّر الوجهُ رأسَ أبولو، وهو مُنحرفٌ إلى اليسار باستثناء سلسلتين (سامبون 919 و920). في الأمام، توجدُ الأسطورةُ التي تحملُ اسمَ الإله، كالينو. عادةً ما يُصوَّرُ رمزٌ خلفَ الرأس. يوجد حوالي عشرين رمزًا مختلفًا.
على الوجه الآخر، رُسم ثور برأس رجل، وفي الأعلى قيثارة (أو قيثارة). أسفل خطّ الطرد، كُتب كالينو، باستثناء بعض السلاسل (سامبون 944-949). تختلف السلاسل الأخرى في حروف الأبجدية اليونانية بين ساقي الثور. في سلسلة واحدة (سامبون 923)، رُسمت نجمة بدلاً من الحرف، وفي أخرى لا توجد أحرف، وفي ست سلاسل، كما رأينا، فُقد اسم الشيطان أسفل خطّ الطرد.

##### الثور/النجم
|                     |
| نجمة سداسية الرؤوس. |

تحمل العملات المعدنية على وجهها رأس أبولو، محاطًا بإكليل غار، ومُوجهًا إلى اليسار. في الأمام، الاسم الرمزي "كالينو"، وخلفه رمز (هراوة، أو غلاديوس، أو نجمة، أو صولجان). بعض السلاسل لا تحمل رمزًا أو حرفًا. يُصوّر الوجه الآخر ثورًا كامبانيًا. فوق الثور نجمة، وأسفله رمز (نجمة ثمانية الأشعة) أو حرف يوناني. بعض السلاسل لا تحمل رمزًا أو حرفًا. أسفل خط الطرح، الاسم الرمزي "كالينو".
قام سامبون بفهرسة العملات التي تحمل صورة ثور ونجمة على ظهرها من عام 954 إلى عام 967. في السلسلة الأولى (954-965)، كان للنجمة ستة عشر شعاعًا، وفي سلسلة 966 ثمانية شعاعات، وفي سلسلة 967 ستة شعاعات. رُسمت النجمة ذات الستة عشر شعاعًا والنجمة ذات الثمانية شعاعات بضربات قصيرة أكثر وضوحًا، ضربة واحدة لكل شعاع.
في العملات المعدنية ذات النجمة السداسية (سامبون 967)، يُصوَّر هذا على شكل هرم مبني على مضلع مقعر (اثنا عشري الأضلاع) بستة رؤوس. تحمل العملات المعدنية حرف Γ (غاما) أسفل الثور؛ وهناك نسخة أخرى، لم يذكرها سامبون، تسبق الحرف نقطة (.Γ).

##### بول/نايك
في هذه المجموعة أيضًا، يُصوِّر الوجه رأس أبولو مع إكليل غار. في بعض السلاسل، يوجد رمز (درع) أو حرف يوناني (ن) خلف الرأس. يُصوِّر الوجه الآخر ثورًا برأس إنسان، وفوقه نايكي وهي تحلق متوجةً إياه. قد يوجد أسفله حرف يوناني (أ أو ب). في الجزء الخارجي، يوجد اسم الشيطان، كالينو.
نوع هذه العملات المعدنية مطابق للعملات المعدنية التي سكّت في نابولي. حدد سامبون خمسة أنواع (969-973)، متباينة حسب الرمز والحرف.

## النتائج
أفاد تومسون وآخرون (IGHC) باكتشاف 11 كنزًا. وفي عام 1999، نُشر اكتشاف آخر عام 1994 يحتوي على 163 عملة فضية.
| اي جي سي اتش | موقع                    | تاريخ العثور عليه | تاريخ الدفن (قبل الميلاد) | كمية العملات المعدنية الكالينية   | عملات معدنية أخرى                                                                       |
| ------------ | ----------------------- | ----------------- | ------------------------- | --------------------------------- | --------------------------------------------------------------------------------------- |
| 1986         | بيترابوندانتي           | 1899              | 265-60                    | 25 درجة مئوية                     | 17 قبرًا و 162 رومانيًا كامبانيًا وكامبانيًا                                                |
| 1995         | مورينو                  | حوالي 1830        | 240-30                    | "العديد" Æ                        | "العديد" Æ رومانو-كامبانيان وكامبانيان                                                  |
| 2005         | إيطاليا                 | 1862              | حوالي 230                 | "العديد" من الثيران؛ "بعض" الديوك | Æ "بعض" الرومان الكامبانيين و"العديد" الكامبانيين                                       |
| 2009         | جنوب إيطاليا            | 1969              | حوالي 225                 | 1 دولة                            | 24 ستاتر؛ 1 رباعي                                                                       |
| 2011         | سيسا أورونكا            | حوالي عام 1930    | حوالي 220                 | أبولو / نجم الثور 1               | 9 ديدراخما؛ 5 رباعيات، 5 رباعيات مكسورة، و16 نصف رباعيات؛ نابولي 1 Æ؛ 1 نصف أونسيا روما |
| 2012         | نابولي                  | 1931              | 220                       | 5 ولايات                          | 41 ستاتر؛ 26 ديدراخما رومانية، 79 رباعيات                                               |
| 2031         | كافا دي تيريني          | 1907              | أواخر القرن الثالث        | 1 Æ                               | 72 Æ، 50 aes القبر والعملات الرومانية.                                                  |
| 2034         | أسكولي                  | 1883              | أواخر القرن الثالث        | 4 ولايات                          | 25 ستاتر، 10 ديدراخما رومانية، 48 رباعية                                                |
| 2048         | تورتوريتو               | 1896              | حوالي 200                 | 2 Æ                               | 47 Æ و 196 برونزيات رومانية                                                             |
| -            | سان مارتينو في بينسيليس | 1994              | -                         | 12 ولاية                          | 151 AR أخرى                                                                             |
| 2210         | فولكانو                 | حوالي عام 1896    | حوالي 250                 | 1 دولة                            | 63 AR أخرى                                                                              |
| 2229         | بوليزي جينيروسا         | 1957              | 250-200                   | 4 Æ                               | أخرى 350 Æ                                                                              |

ذكر تومسن أربعة اكتشافات أخرى. هذه ليست كنوزًا بل رواسب نذرية، أي تبرعات للآلهة، وبالتالي أودعت العملات المعدنية الموجودة فيها في أوقات مختلفة. لا يمكن إجراء تحليلات زمنية على هذه الاكتشافات، حيث توجد عملات معدنية تداولوها في فترات متباعدة، ولكنها مع ذلك ذات صلة بتحديد منطقة تداول العملات المعدنية. الودائع المعنية هي تلك الموجودة في فيكاريلو وكارسولي وتيفولي ونيمي. بناءً على الاكتشافات، فإن منطقة التداول، بصرف النظر عن الكنزين ذوي الصلة في صقلية، هي وسط إيطاليا.

## الأساطير والنقوش
تتقلص الأساطير الموجودة على العملات المعدنية إلى الاسم (CALENO) والحروف المستخدمة للتمييز بين الإصدارات المختلفة بدلاً من الرموز.
بالنسبة للاسم المُستخدم، فإن الأبجدية المستخدمة هي اللاتينية. ويمكن ملاحظة اختلافات عن التهجئة الحديثة في شكل الأحرف "L" و"A" و"O".
- الحرف "L" له شكل قديم مشابه لشكل الحرف الأتروسكاني المقابل، مع توجيه الخط الأفقي لأعلى ( ).
- يظهر الحرف "A" أيضًا في شكل قديم مع خط أفقي مائل إلى الأسفل ( ).
- يظهر الحرف "O" أحيانًا مفتوحًا في الأسفل.

تُستخدم حروف الأبجدية اليونانية كرموز. وتتمثل الاختلافات عن التهجئة الحديثة بشكل خاص في:
- Θ (ثيتا) يتم رسمها بدائرة ذات نقطة مركزية ( ) (سامبون 914، 937، 960).
- يرسم Ζ (زيتا) بضربة رأسية بين خطين أفقيين متساويين في الطول، وفي بعض الأحيان يخلط بينه وبين "I" ( ) (سامبون 933، 934، 948)
- يقدم Ι (iota) دائمًا بضربة رأسية واحدة (Sambon 935، 936، 950-953، الأخير في ΙΣ - iota sigma)
- Π (pi) له الجانب الرأسي الأيمن أقصر (Sambon 940، 965)

## الأوزان والسبائك
لا توجد دراسات محددة حول جودة المعدن المستخدم. مع ذلك، كانت سبائك الفضة، في تلك الفترة، هي الأفضل من بين المعادن المتاحة وفقًا لإجراءات ذلك العصر. القدم المستخدمة هي نفسها المستخدمة في سكّ نيابوليس وغيرها من العملات المماثلة في المنطقة، وهي ما يُسمى بالقدم الكامباني أو الفوكاي، مع ستاتر بوزن نظري يبلغ 7.5 غرام، مقسم إلى دراخمين.
تقدم البيانات من أحدث مجموعات SNG.
| الكتالوج                                               | العينات      | الحد الأدنى للوزن | الحد الأقصى للوزن | الوزن المتوسط | ملحوظات                                   |
| ------------------------------------------------------ | ------------ | ----------------- | ----------------- | ------------- | ----------------------------------------- |
| الإجابة                                                | 4 (170-174)  | 7,05              | 7,25              | 7,138         | العينة 171 هي دولة رباعية                 |
| كوبنهاجن                                               | 6 (301-306)  | 6,65              | 7,35              | 7,06          |                                           |
| فرنسا                                                  | 17 (414-432) | 6,58              | 7,40              | 7,27          | العينات 423 و425 عبارة عن ستاتير رباعية . |
| ملاحظة: لم يتم حساب عملات الفورري في الأوزان المتوسطة. |              |                   |                   |               |                                           |

## الفهرس
- ليفي، Ab Urbe condita libri .

### المجموعات
- Joan E. Fisher, ed. (1969). SNG American Numismatic Society Part 1: Etruria-Calabria (بالإنجليزية). New York: American Numismatic Society.
- Willy Schwabacher - Niels Breitenstin, ed. (1981). SNG Copenhagen, Vol. One: Italy, Sicily (بالإنجليزية). Copenhagen: Danish National Museum.
- Anna Rita Parente, ed. (2003). SNG France, Vol. 6, Part 1: Italie (Étrurie-Calabre) (بالفرنسية). Parigi: Bibliotèque Nationale de France / Numismatica Ars Classica.